# Blood Stain Child
Blood Stain Child er et japansk melodisk dødsmetal-band med trance elementer fra byen Osaka. Bandet blev dannet under navnet Visionquest i 1999, men blev gendannet under navnet Blood Stain Child i 2000.

## Medlemmer

### Nuværende medlemmer
- Kiki – Vokal (2012–)
- Ryo – Bas, Vokal (2000–)
- Ryu Kuriyama – Guitar (2000–)
- G.S.R – Guitar (2007–)
- Aki – Keyboard (2000–)
- Gami – Trommer (2000–)
- Makoto - DJ (2013-)

### Tidligere medlemmer
- Sophia – Vokal (2010–2012)
- Sadew – Vokal (2007–2010)
- Violator – Trommer (2000–2010)
- Daiki – Guitar (2000–2005)
- Shiromasa – Guitar  (2005–2007)

## Diskografi

### Demoer
- Demo 2000 (2000)
- The World (2001)

### Albums
- Silence of Northern Hell (2002)
- Mystic Your Heart (2003)
- Idolator (2005)
- Mozaiq (2007)
- Epsilon (2011)

### Cover sange
- "True Blue" – Luna Sea
- "EZ Do Dance" – TRF

## Fodnoter
1. ↑  Parnis, Eric (2006). "Blood Stain Child Q&A". PBS 106.7 FM. Arkiveret fra originalen 31. august 2007. Hentet 2007-05-29.

| Musikgruppe | Spire Denne artikel om en musikgruppe er en spire som bør udbygges. Du er velkommen til at hjælpe Wikipedia ved at udvide den. |